# Anne de Suède
Anne de Suède (en suédois : Anna av Sverige) née le 17 mai 1568 à Eskilstuna (Suède-Finlande) et décédée le 26 février 1625 au château de Brodnica (République des Deux Nations) est une princesse de Suède-Finlande.

## Famille
La princesse Anne est la fille du roi Jean III de Suède et de Catherine Jagellon.
Elle reste célibataire toute sa vie.

## Biographie
La princesse Anne grandit dans la religion de sa mère, le catholicisme. Après la mort de celle-ci en 1583, la princesse embrasse le luthéranisme suédois.
Lorsque son frère Sigismond monte sur le trône de Pologne en 1587, elle le suit dans ce pays.
Sigismond lui confère le titre de staroste de Brodnica en 1605 et de Golub-Dobrzyń en 1611.
Comme membre de la famille royale, la princesse Anne aurait dû être enterrée dans la cathédrale du Wawel à Cracovie, mais le pape avait interdit qu'une protestante fut enterrée dans une cathédrale catholique. Plusieurs années plus tard, il faudra un décret de son neveu, le roi Ladislas IV Vasa, pour qu'elle puisse enfin reposer dans l'église de la Vierge Marie à Toruń.

## Sources
- (en) Cet article est partiellement ou en totalité issu de l’article de Wikipédia en anglais intitulé « Anna Vasa of Sweden » (voir la liste des auteurs).